# تو جی-سوک
تو جی-سوک (انگلیسی: You Jae-sook؛ زادهٔ ۱۹۶۸) ورزشکار هاکی روی چمن اهل کره جنوبی است.
وی در مسابقات کشوری و بین‌المللی در مجموع برندهٔ ۱ مدال نقره شده‌است.